# Olszanica (rejon jaworowski)
Olszanica (ukr. Вільшаниця) – dawna wieś na Ukrainie, w obwodzie lwowskim, w rejonie jaworowskim. Leżała na południowy zachód od Jażowa Nowego.
Założona około 1456. W II Rzeczypospolitej do 1934 samodzielna gmina jednostkowa. Następnie miejscowość należała do zbiorowej wiejskiej gminy Szkło w powiecie jaworowskim w woj. lwowskim. Olszanica utworzyła wtedy gromadę, składającą się z miejscowości Olszanica, Badzagi, Hnojeniec, Hrycany, Kierniczka, Lisy, Okółki, Pod Olszanicą, Szoty, Tłoki.
Podczas II wojny światowej w gminie Szkło w Landkreis Lemberg w dystrykcie Galicja (Generalne Gubernatorstwo). Liczyła wtedy 1105 mieszkańców. Po wojnie w Związku Radzieckim.
19 września 1989 Komitet Wykonawczy Lwowskiej Obwodowej Rady Deputowanych Ludowych wyrejestrował wieś Olszanica.